# Françoise Demulder
Françoise Demulder, née le 9 juin 1947 à Paris et morte le 3 septembre 2008 à Levallois-Perret, est une photojournaliste de guerre française, première lauréate féminine du World Press Photo.

## Biographie
Née en 1947 à Paris, Françoise Demulder, dite « Fifi », est la fille d'un ingénieur électronicien. Elle est d'abord mannequin, avant de suivre un photographe au Viêt Nam, au début des années 1970.
C'est cette aventure amoureuse qui est à l'origine de sa carrière de photographe de guerre. Après avoir débuté lors de la Guerre du Viêt Nam, qu'elle couvre durant trois ans, la baroudeuse autodidacte parcourt en reportage les différents lieux de crise de la planète que ce soit en Angola, au Liban, au Cambodge, au Salvador, en Éthiopie, au Pakistan ou à Cuba. Elle séjourne beaucoup au Proche-Orient, où elle réalise à plusieurs reprises des reportages sur Yasser Arafat avec lequel elle avait lié des liens amicaux. Elle suit aussi la guerre Iran-Irak. Lors de la guerre du Golfe en 1991, elle est l'un des rares journalistes présents à Bagdad sous les bombardements. Françoise Demulder a notamment travaillé pour les agences de presse Gamma et Sipa, et pour les célèbres périodiques américains Time Magazine, Life et Newsweek. Parenthèse animalière dans une œuvre essentiellement consacrée à la violence du monde, elle a également réalisé une campagne de photographies consacrée aux manchots de l'Antarctique.
Elle doit une notoriété particulière à la force de ses photographies et en particulier à deux photographies célèbres dont elle est l'autrice.
La première fixe l'instant symbolique où un char nord-vietnamien défonce la grille d'entrée du palais présidentiel de Saïgon, lors de la prise de cette ville le 30 avril 1975,.
La seconde fait d'elle, en 1977, la première lauréate féminine du World Press Photo, le prix le plus prestigieux du photojournalisme. Ainsi désignée comme le meilleur cliché de l'année, cette image en noir et blanc prise à Beyrouth le 18 janvier 1976 représente une Palestinienne implorant un milicien armé devant une maison en flammes, lors du massacre du quartier de la Quarantaine,,,. Françoise Demulder confiera plus tard avoir été « poursuivie durant des années » par cette photographie et hantée par la « haine démentielle » du tueur cagoulé durant cette « véritable boucherie », qui fit environ un millier de morts.
Mais elle apprend qu'elle est atteinte d'une leucémie : « Elle s'est retrouvée subitement, en 2001, avec un cancer, sans un rond, sans jamais avoir cotisé », explique Christian Poveda. Le 29 octobre 2003, une vente de solidarité réunissant plus de 300 tirages offerts à cet effet par des photographes internationaux, organisée à la galerie Vu à Paris en 2003, rapporte la somme de 171 000 euros, destinée à venir en aide à la photojournaliste française gravement malade. Lors des enchères, la photographie qui avait valu le World Press Photo à Françoise Demulder est adjugée pour 11 000 euros à Yann Arthus-Bertrand.
Restée lourdement handicapée par une paraplégie à la suite des séquelles de cette maladie en 2003 et d'une erreur médicale,, sans jamais perdre son humour selon Jean-François Leroy, directeur du festival du photojournalisme, elle meurt à l'âge de 61 ans le 3 septembre 2008 à Levallois-Perret,.

## Récompenses

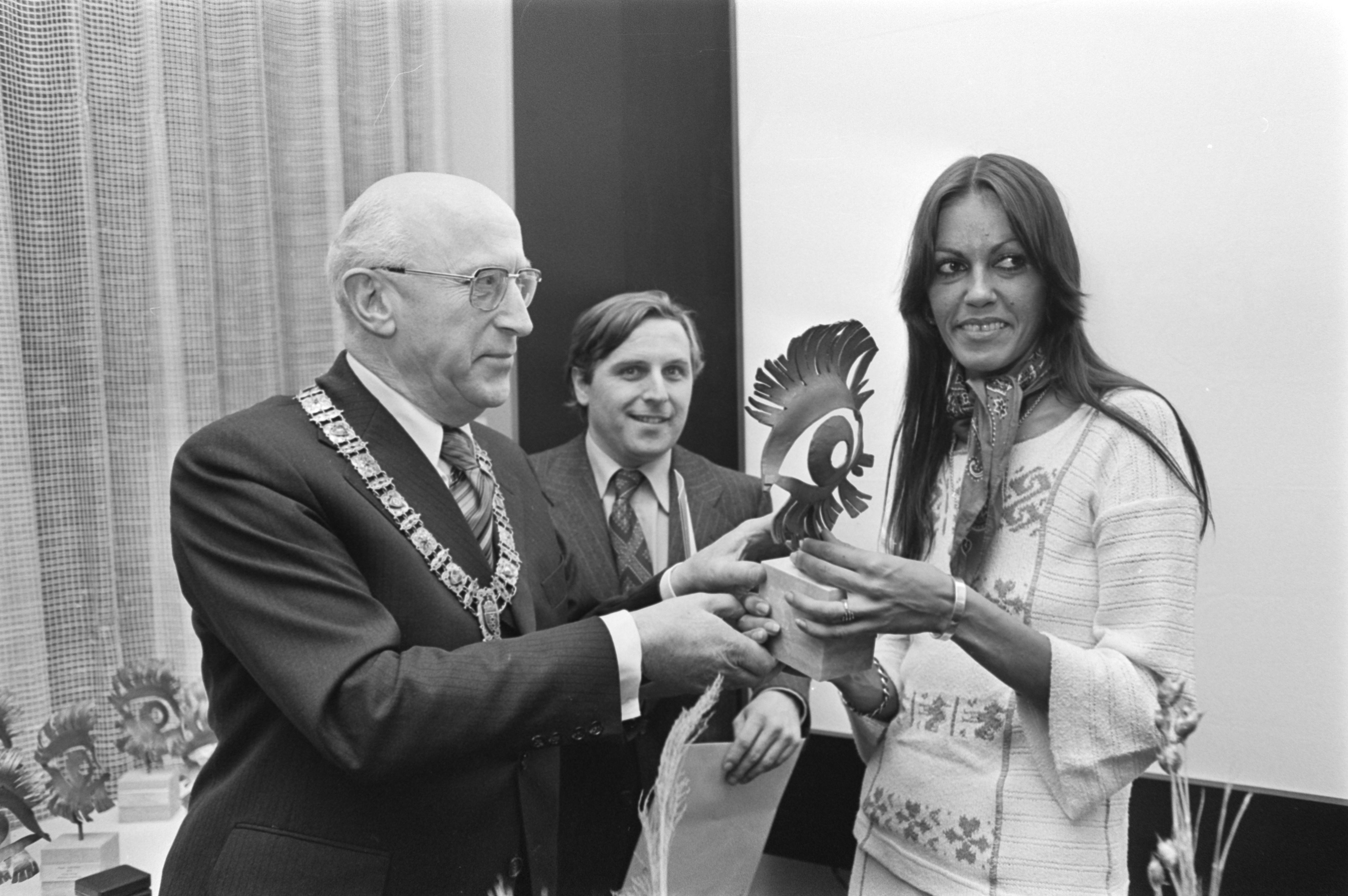
Françoise Demulder recevant le prix World Press Photo.

- 1977 : World Press Photo pour une de ses photographies du massacre de la Quarantaine[8]

## Collections publiques
- Chalon-sur-Saône, musée Nicéphore-Niépce
- Puteaux, Fonds national d'art contemporain

## Expositions
- 28 mars au 27 avril 2006, exposition « Conflits » au Novy Manezh, pour la 6e édition de la biennale de la photographie de Moscou
- 3 mai au 29 juin 2006, exposition « Au-delà des images » à la galerie Sfeir-Semler, à Beyrouth, réunissant un choix d'œuvres de la collection du Fonds national d'art contemporain
- 8 mars au 31 décembre 2022, exposition Femmes photographes de guerre au musée de la Libération de Paris - musée du Général Leclerc - musée Jean-Moulin (Paris)[9]

## Prix Françoise-Demulder
En 2022, les deux bourses de production destinées à permettre à des femmes photojournalistes de réaliser un projet, allouées depuis 2020 par le ministère de la Culture et le festival de photojournalisme Visa pour l'image deviennent le prix Françoise-Demulder, nommé ainsi en l'honneur de la première lauréate féminine du World Press Photo of the Year en 1977, avec sa photographie prise à Beyrouth-Est dans le quartier de La Quarantaine le 18 janvier 1976, lors du massacre de Karantina, au début de la guerre civile libanaise. Ce prix est attribué à des femmes photographes « en reconnaissance de leur contribution au photojournalisme,. » Dotées initialement de 5 000 euros chacune, ces bourses voient leur dotation augmentée de 3 000 euros, passant à 8 000 euros par bourse.